# 光轴苎叶蒟
光轴苎叶蒟（学名：Piper boehmeriifolium var. tonkinense）为胡椒科胡椒属下的一个变种。

## 扩展阅读
- 維基物種上的相關：光轴苎叶蒟